# Рід Імаґава
Рід Імаґава (яп. 今川氏, імаґава-сі) — самурайський рід у середньовічній Японії. Є нащадком Сейва Ґендзі. Належить до гілки роду Асікаґа. Засновник роду — Імаґава Норікуні (1295-1384). Багато в чому сприяв піднесенню роду син Норікуні — Імаґава Садайо.
Представники роду Імаґава були губернаторами і воєнначальниками (даймьо) провінції Суруґа (суч. префектура Сідзуока). Наприкінці 15 століття рід Імаґава володів також провінціями Тотомі і Мікава (суч. префектури Сідзуока й Айті).
Занепад роду почався після загибелі Імаґави Йосімото у битві при Окехадзама. Його син Імаґава Удзідзане (1538-1615) не зміг захистити своїх володінь. Землі роду були розподілені між ворогами - родинами Токуґави і Такеди.
Втративши усі землі, представники роду служили у Токуґави Ієясу як гвардійці хатамото.

## Голови роду Імаґава
| Ім'я              |            |  | Роки життя |
| ----------------- | ---------- |  | ---------- |
| Імаґава Норікуні  | 今川範国   |  | 1295-1384  |
| Імаґава Норіудзі  | 今川範氏   |  | 1316-1365  |
| Імаґава Ясунорі   | 今川泰範   |  | 1334-1409  |
| Імаґава Норімаса  | 今川範政   |  | 1364-1433  |
| Імаґава Норітада  | 今川範忠   |  | 1408-1461  |
| Імаґава Йосітада  | 今川義忠   |  | 1436-1476  |
| Імаґава Удзітіка  | 今川氏親   |  | 1473-1526  |
| Імаґава Удзітеру  | 今川氏輝]] |  | 1513-1536  |
| Імаґава Йосімото  | 今川義元   |  | 1519-1560  |
| Імаґава Удзідзане | 今川氏真   |  | 1538-1615  |
| Імаґава Норімото  | 今川範以   |  | 1570-1607  |
| Імаґава Наофуса   | 今川直房   |  | 1594-1662  |
|                   |            |  |            |